# Бієнале мистецтва Сан-Паулу
23°35′17″ пд. ш. 46°39′14″ зх. д. / 23.588° пд. ш. 46.6538° зх. д.

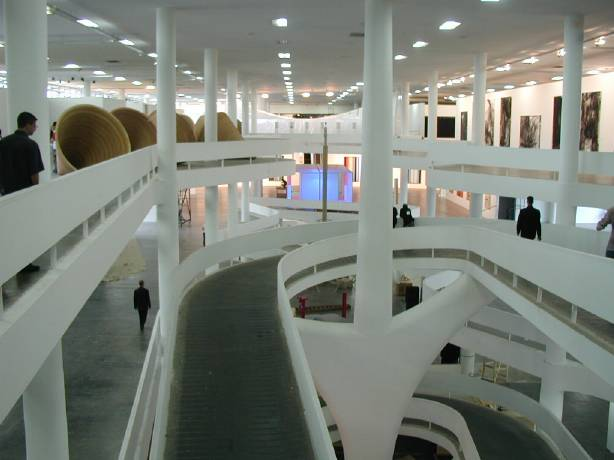
São Paulo Biennial: Pavilhão Ciccillo Matarazzo

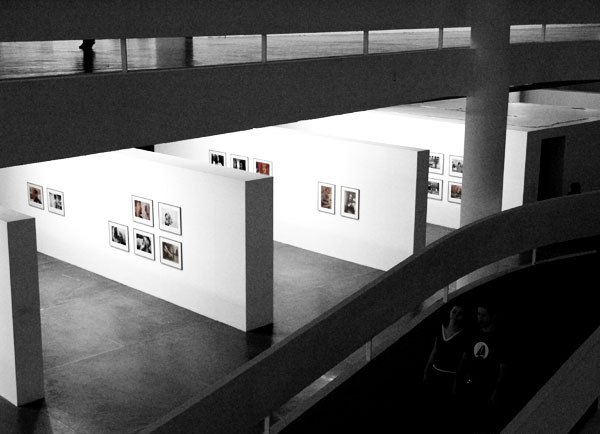
Дворічник мистецтва Сан-Паулу 2006 року

Дворічник мистецтва Сан-Паулу (порт. Bienal Internacional de Arte de São Paulo) — міжнародний фестиваль мистецтва, заснований в 1951 році, що проводиться кожні два роки з того часу в місті Сан-Паулу, Бразилія. Це другий за віком подібний дворічник, створений за прикладом найстарішого Венеційського дворічника (заснованого в 1895 році).
Дворічник був заснований італо-бразильським меценатом та промисловцем Сіціліо Матараццо (1898—1977). З 1957 фестиваль проводиться в Павільйоні Сіціліо Матараццо в парку Ібірапуера. Цей павільйон був збудований за проектом групи архітекторів на чолі з Оскара Німеєра і Еліо Ушоа, та пропонує близько 30 000 м² виставкових площ. На Дворічнику мистецтва Сан-Паулу представлені як бразильські, так й іноземні твори мистецтва, він вважається головною виставкою сучасного мистецтва в країні.
Оригінальною ідеєю створення дворічника було ознайомлення бразильського суспільства з іноземним мистецтвом, зокрема з США та Європи, полегшення доступу бразильцям до сучасних робіт і перетворення Сан-Паулу на регіональний центр мистецтва. Так само, дворічник популяризує і бразильське мистецтво серед іноземної публіки. Подібно до венеційського прототипу, на дворічнику Сан-Паулу проводяться національні та міжнародні вистави під керівництвом різноманітних кураторів.
З 1973 року, до дворічнику мистецтва був доданий Міжнародний дворічник архітектури і дизайну.

## Україна на дворічнику
Українські митці вперше взяли участь у 21-шій виставці 1994 року. Країну представляв Ігор Подольчак проектом «Мистецтво в космосі» (Фонд Мазоха) та живописні роботи Олега Тістола. Куратором делегації була Марта Кузьма, на той час — директор Центру сучасного мистецтва (зараз центру не існує).
На наступній 22-й виставці 1996 року, Україну представляв Ілля Чичкан (Куратор - Марта Кузьма).

## Ресурси Інтернету
- Офіційний сайт Fundação Bienal de São Paulo

| Бразилія | Це незавершена стаття з географії Бразилії. Ви можете допомогти проєкту, виправивши або дописавши її. |